# ブランドン・カニフ
ブランドン・カニフ（Brandon Cunniff, 1988年10月7日 - ）は、アメリカ合衆国・カリフォルニア州ロサンゼルス郡アルカディア出身のプロ野球選手（投手）。右投右打。北米独立リーグ・アメリカン・アソシエーションのリンカーン・ソルトドッグス所属。

## 経歴

### プロ入りとマーリンズ傘下時代
2010年のMLBドラフト27巡目（全体827位）でフロリダ・マーリンズから指名され、6月11日に契約。傘下のルーキー級ガルフ・コーストリーグ・マーリンズで17試合に登板し、2勝0敗5セーブ・防御率2.25・32奪三振の成績を残した。9月にA-級ジェームズタウン・ジャマーズへ昇格し、1試合に登板した。
2011年3月31日に放出された。

### 独立リーグ時代
2011年4月9日にフロンティアリーグのリバーシティ・ラスカルズと契約。44試合に登板し、4勝0敗9セーブ・防御率1.54・53奪三振の成績を残した。オフの10月10日にリバーシティと再契約した。
2012年は28試合に登板し、2勝0敗4セーブ・防御率1.83・55奪三振の成績を残した。8月3日にアルベルト・アヤラとのトレードで、サザンイリノイ・マイナーズへ移籍。移籍後は9試合に登板し、0勝0敗4セーブ・防御率2.70・10奪三振の成績を残した。オフの12月26日にマイナーズと再契約した。
2013年は12試合に登板し、0勝0敗8セーブ・防御率0.00・23奪三振の成績を残した。

### ブレーブス時代
2013年6月22日にアトランタ・ブレーブスとマイナー契約を結んだ。契約後は傘下のA+級リンチバーグ・ヒルキャッツで20試合に登板し、1勝0敗・防御率1.99・39奪三振の成績を残した。
2014年はA+級リンチバーグで9試合に登板後、5月にAA級ミシシッピ・ブレーブスへ昇格。AA級ミシシッピでは33試合に登板し、3勝0敗・防御率2.05・50奪三振の成績を残した。オフの11月9日にブレーブスとメジャー契約を結び、40人枠入りした。
2015年はスプリングトレーニング最終日にマイナー降格を告げられたが、開幕前日のトレードでクレイグ・キンブレルをサンディエゴ・パドレスへ放出したため、空いた枠にカニフが収まった。開幕2戦目となった4月7日のマーリンズ戦でメジャーデビューを果たし、翌8日の同カードでは初勝利を挙げた。以後、リリーフ陣の一角に定着して39試合に投げた。防御率4.63・2勝2敗という成績を残したほか、奪三振率9.5をマーク。一方で制球力に課題を残し、35.0回で22四球を与えた（与四球率5.7）。12月18日にDFAとなり、23日に40人枠を外れる形AAA級グウィネット・ブレーブスへ降格した。
2016年は8月3日にメジャー契約を結んで25人枠入りした。この年メジャーでは15試合に登板して2勝0敗・防御率4.24・16奪三振の成績を残した。オフの11月2日に40人枠を外れる形でAAA級グウィネットへ配属された後、7日にFAとなった。

### マリナーズ傘下時代
2017年1月11日にマイアミ・マーリンズとマイナー契約を結んだ。AAA級ニューオーリンズ・ベビーケイクスで36試合に登板し、2勝3敗3セーブ2ホールド、防御率4.45の成績を残したが、メジャー昇格の機会はなく、オフの11月6日にFAとなった。

### メキシカンリーグ時代
2018年4月5日にメキシカンリーグのレオン・ブラボーズと契約したが、7月5日に自由契約となった。7月14日に独立リーグ・アトランティックリーグのニューブリテン・ビーズと契約した。シーズン終了後に退団した。オフはメキシコのウィンターリーグ（LMP）でプレーした。
2019年4月3日にメキシカンリーグのキンタナロー・タイガースと契約したが、7試合に登板して0勝2敗3セーブ、防御率10.80と結果を残せず、4月25日に自由契約となった。5月17日にメキシカンリーグのタバスコ・キャトルメンと契約し、19試合に登板して1勝3敗2セーブ1ホールド、防御率4.63の成績を残したが、7月16日に自由契約となった。オフはメキシコのウィンターリーグでプレーした。
2020年と2021年はプレーしていない。

### 独立リーグ時代
2022年1月21日にアメリカン・アソシエーションのリンカーン・ソルトドッグスと契約した。

## 詳細情報

### 年度別投手成績
| 年 度    | 球 団    | 登 板 | 先 発 | 完 投 | 完 封 | 無 四 球 | 勝 利 | 敗 戦 | セ 丨 ブ | ホ 丨 ル ド | 勝 率 | 打 者 | 投 球 回 | 被 安 打 | 被 本 塁 打 | 与 四 球 | 敬 遠 | 与 死 球 | 奪 三 振 | 暴 投 | ボ 丨 ク | 失 点 | 自 責 点 | 防 御 率 | W H I P |
| -------- | -------- | ----- | ----- | ----- | ----- | -------- | ----- | ----- | -------- | ----------- | ----- | ----- | -------- | -------- | ----------- | -------- | ----- | -------- | -------- | ----- | -------- | ----- | -------- | -------- | ------- |
| 2015     | ATL      | 39    | 0     | 0     | 0     | 0        | 2     | 2     | 0        | 5           | .500  | 151   | 35.0     | 27       | 4           | 22       | 2     | 0        | 37       | 1     | 0        | 20    | 18       | 4.63     | 1.40    |
| 2016     | ATL      | 15    | 0     | 0     | 0     | 0        | 2     | 0     | 0        | 0           | 1.000 | 74    | 17.0     | 14       | 2           | 9        | 1     | 2        | 16       | 1     | 0        | 9     | 8        | 4.24     | 1.35    |
| MLB：2年 | MLB：2年 | 54    | 0     | 0     | 0     | 0        | 4     | 2     | 0        | 5           | .667  | 225   | 52.0     | 41       | 6           | 31       | 3     | 2        | 53       | 2     | 0        | 29    | 26       | 4.50     | 1.38    |

### 背番号
- 50（2015年）
- 39（2016年）